# Богданов, Пётр Алексеевич (председатель ВСНХ)
Пётр Алексеевич Богданов (20 мая [1 июня] 1882, Москва — 15 марта 1938, там же) — советский государственный деятель, инженер, председатель Высшего совета народного хозяйства РСФСР (1921—1925).

## Семья
Родился в семье московского купца второй гильдии, владельца нескольких гастрономических магазинов и доходных домов Алексея Петровича Богданова.
Жена (с 1908) — Александра (Ася) Клементьевна, урождённая Озерникова. В 1938 была арестована, отбывала заключение в Карлаге, во второй половине 1950-х годов смогла вернуться в Москву, где скончалась в 1960.
Сыновья — Георгий и Алексей, инженеры-механики, авторы биографии своего отца «Долг памяти» (М., 1990). Дочери — Ирина, фельдшер, впоследствии директор медицинской библиотеки, переводчица. Ксения.

## Образование
Окончил Александровское коммерческое училище (1899; с золотой медалью), Императорское Московское техническое училище (1909), инженер-механик. Предложение оставить его при одной из кафедр училища совет химического факультета отклонил «из соображений политического характера». В совершенстве владел английским, немецким и французским языками,

## Революционная деятельность
Принимал активное участие в студенческом движении. С 1901 — член исполнительного комитета студенческих землячеств, был казначеем студенческой кассы, хранил дома гектограф, на котором печатались революционные прокламации. В 1902 был арестован, приговорён к шести месяцам тюремного заключения. Вернувшись в училище, продолжил революционную деятельность. С 1905 — член Союзного совета московских высших учебных заведений. В июле 1905 вступил в Российскую социал-демократическую рабочую партию (РСДРП), примкнул к её большевистской части. В 1905 участвовал в нелегальном Всероссийском съезде студенческих организаций в Финляндии.
Осенью 1905 был призван на военную службу, которую проходил в чине кондуктора (унтер-офицера) в воронежской инженерной дистанции (воинском подразделении на железнодорожном транспорте). Одновременно продолжал революционную работу, был членом Воронежского комитета РСДРП, возглавлял его военную организацию.
В 1906—1908 работал в Московской военной организации, был членом Московского комитета партии, руководил социал-демократическими студенческими организациями Москвы.

## Инженер
С 1909 работал в инженерном участке отдела благоустройства Москвы. Руководил работами по заключению в трубы притоков рек Яузы и Неглинной, участвовал в строительстве кирпичного арочного моста через Яузу в селе Богородском и других строительных работах. Занимался вопросами испытания материалов (условиями применения различных гранитов для мощения улиц).
С 1910 — заведующий московской городской газовой сетью. Провёл её реорганизацию, ориентируясь на передовой технический опыт. Автор работы «Некоторые данные о повреждении труб Московской городской газовой сети и данные о применении стальных раструбных труб».
В этот период продолжал участвовать в деятельности РСДРП, в феврале—марте 1911 находился под арестом. По сведениям начальника Московского охранного отделения полковника Заварзина (от февраля 1911), Богданов «пользуется в партийной среде исключительным влиянием серьёзного и обладающего большими обширными связями интеллигентного работника».
С началом Первой мировой войны, в конце 1914 был призван в армию. Недолго служил переводчиком в московском военном госпитале для военнопленных. Подал рапорт о направлении на фронт, и с февраля 1915 служил во втором Сибирском железнодорожном батальоне под Перемышлем. В октябре 1915 был произведён в прапорщики. Занимался восстановлением мостов, в 1916 был командирован в Москву, где прочитал в Политехническом обществе доклад на тему: «Проблемы восстановления разрушенных мостов (из опыта работ 1915—1916 гг.)». С июня 1916 — помощник начальника материальной части Третьего коренного парка полевых конных железных дорог Западного фронта в Гомеле, в 1917 — помощник начальника мастерской этого парка.

## Политическая деятельность в 1917—1918
После Февральской революции 1917 возобновил активную политическую деятельность. Был избран председателем военной секции Гомельского совета, членом президиума исполкома совета, председателем городской думы и председателем Комитета революционной охраны. Во время выступления генерала Л. Г. Корнилова в августе 1917 организовал перекрытие сообщения между Ставкой в Могилёве и Доном, в результате чего были арестованы сторонники Корнилова, направлявшиеся к атаману Войска Донского генералу А. М. Каледину.
Поддержал приход к власти большевиков, в ноябре 1917 стал председателем гомельского ревкома. После роспуска городской думы и ревкома работал в гомельских профсоюзах. Весной 1918 был выслан немецкими оккупационными войсками на территорию РСФСР.

## Руководитель экономики
С 1918 уполномоченный ВСНХ по национализации химической промышленности Урала и Севера, назначен на этот пост по предложению своего друга по техническому училищу, инженера Л. Я. Карпова, возглавлявшего Отдел химической промышленности ВСНХ. В 1918—1921 член коллегии Отдела химической промышленности ВСНХ. С 1919 — член правления национализированных цементных заводов.
В 1919—1925 возглавлял Совет (Главное управление) военной промышленности ВСНХ. В 1919 был председателем конкурсной комиссии, рассматривавшей проекты первого советского танка и двигателя для него. В условиях гражданской войны внедрял принцип плановой производственной кооперации между военными заводами, которая привела к выпуску в 1920 в Сормове первого танка советского производства. С 1920 — председатель коллегии Отдела металла ВСНХ. С 1921 г. — председатель ВСНХ и член СНК РСФСР.

### Активный проводник НЭП
В 1921—1923 председатель ВСНХ РСФСР. Курировал первые крупные советские стройки — сооружение Каширской и Волховской электростанций. Был одним из активных проводников Новой экономической политики (НЭП). Поощрял создание трестов как пользующихся широкой хозяйственной автономией государственных объединений предприятий, свободно действующих на рынке и оптимально использующих все факторы производства. Защищал трестовскую форму организации производства от сторонников «главкизма», выступавших за усиление централизованного администрирования. Выступал против грубого административного вмешательства в экономические процессы. Считал, что 

правильно и хорошо управлять мы можем только положив в основу следующий принцип: децентрализация самого управления промышленностью, приближение к фабрике и заводу органа управления и в то же время централизация руководства всей промышленностью в целом.

Входил в состав созданной Советом труда и обороны комиссии для пересмотра декретов, систематизации и развития законодательства в соответствии с курсом НЭПа в области промышленного строительства и торгового оборота. Руководил процессом частичной передаче частному капиталу средних и мелких предприятий. Под его руководством Президиум ВСНХ разработал и издал специальную инструкцию о порядке сдачи в аренду государственных предприятий, как правило, бездействующих либо слабодействующих. В одной из своих работ писал, что 

необходимо дать возможность вертеться машинам тех тысяч и десятков тысяч фабрик и фабричек мелких и средних, которые могут обеспечить крестьянство, но которых мы пустить не можем, потому что на всю эту мелочь у нас не хватит сил и средств, потому что нам нужно думать о более крупном.

С 1921 в качестве председателя Концессионного комитета занимался вопросами заключения концессионных соглашений иностранными фирмами. Полагал, что 

привлечение иностранного капитала совершенно неизбежно, так как оборудование целых отраслей нашей промышленности полностью зависит от заграницы, поскольку никогда в России они собственными средствами не создавались и не поддерживались.

16 февраля 1925 года подал в Политбюро заявление об освобождении от должности начальника ГУВП и председателя ВСНХ РСФСР
Опубликовал большое количество статей на экономические темы. В конце 1925 был направлен в трёхмесячную заграничную командировку для изучения промышленного дела на предприятиях Германии, Франции, Англии. После возвращения из-за границы в 1926 был переведён из Москвы на Северный Кавказ.

### Защитник интересов инженеров
Значительное внимание уделял привлечению к работе представителей интеллигенции и улучшения условий их труда и быта. Весной 1921 предложил комплекс мер, направленных на защиту интересов инженерно-технического персонала: 

1. Полное уравнение инженеров и техников с рабочими, как полноправных членов соответствующих профсоюзов (перешедшие к нам от «белых» должны выдержать известный стаж). 2. Предоставление каждому инженеру и технику права на отдельную комнату для работы. 3. Пересмотр тарифов и условий продовольственного и иных видов снабжения для создания условий, исключающих необходимость совместительства или перехода к несвойственным занятиям, как-то: огородничество, сельское хозяйство, ремесло и так далее. 4. Широкое поощрение научно-технических обществ и издание соответствующих журналов. 5. Издание специального декрета об отношении к специалистам и условиям их работы.

На основании предложений Богданова в августе 1921 было издано постановление «О мерах к поднятию уровня инженерно-технического знания в стране и к улучшению условий жизни инженерно-технических работников РСФСР», подписанное В. И. Лениным.
Неоднократно ходатайствовал об освобождении из-под ареста представителей интеллигенции, беря их под своё поручительство. Как правило, речь шла об инженерах (например, в июне 1921 просил об освобождении «ценного незаменимого работника» в области металлической промышленности М. А. Александрова, в декабре того же года обратился в ВЧК с просьбой передать ему на поруки инженера Гезенцвейга и других). Но не только об инженерах. Так, в октябре 1921 Богданов поручился за бывшего директора феодосийской гимназии А. П. Кучинского, мотивировав это необходимостью его участия в организации библиотеки при ВСНХ.

## Работа на Северном Кавказе и в США
В 1926—1929 — председатель Северо-Кавказского крайисполкома. Добился выделения в 1927 году ассигнований на начало работ по строительству канала Волга-Дон, которые после этого были немедленно начаты. Был одним из инициаторов строительства завода «Ростсельмаш». При его активном участии Совнарком РСФСР утвердил выделение кредита на реконструкцию пришедших в аварийное состояние водопровода и канализации Ростова-на-Дону.
Член Центральной ревизионной комиссии ВКП(б) (1927—1930).
В 1930—1934 возглавлял акционерное общество «Амторг» (советскую торговую организацию в США). Установил связи с деловыми кругами США, занимался лекционной деятельностью, изучал американский управленческий опыт. Деятельность Богданова способствовала установлению дипломатических отношений между СССР и США в 1933.

## Последние годы жизни
После возвращения из США, по воспоминаниям сыновей, жил «с ощущением неумолимости приближения карающей дубины». И всё же он до самого конца старался быть деятельным и честным. В 1935—1937 — первый заместитель наркома местной промышленности РСФСР. Продолжал публиковать статьи по экономическим вопросам. В одной из статей в «Правде», анализируя американский опыт, писал: 

Чтобы быстрее создать свою техническую культуру… необходимо постоянно изучать то, что происходит за границей… Не так важно знать последние секреты, как важно усвоить самое направление работы и методику, по которой идёт развитие. До сих пор мы в Америке обращали главное внимание на тяжёлую промышленность. Но сейчас перед нами стоит задача насытить рынок предметами широкого потребления, предметами ежедневного обихода.

В 1937 был обвинён в хранении склада оружия (под которым подразумевались три подарка оружейников — охотничье ружьё, карабин и автоматическая винтовка), снят с работы и исключён из партии. Недолгое время проработал заместителем директора Института игрушек в Загорске.

## Арест и гибель
22 ноября 1937 был арестован. По воспоминаниям его сокамерника Бориса Лесняка, Богданов («сухонький, подобранный, ещё достаточно бодрый человек в хорошо сшитом костюме из дорогого трико (на брюках ещё сохранялась складка)») в камере «держался замкнуто, отстранённо, сдержанно» и был сломлен в ходе допросов. 15 марта 1938 был приговорён Военной коллегией Верховного суда СССР к смертной казни. Приговор приведён в исполнение 15 марта 1938 года. Похоронен на расстрельном полигоне «Коммунарка».
В марте 1956 года реабилитирован посмертно ВКВС СССР.
На Новодевичьем кладбище установлен памятник Петру Богданову (кенотаф) на могиле его жены Александры Клементьевны.

## Некоторые труды
- Новая экономическая политика и промышленность // Народное хозяйство. — 1921. — № 11—12.
- Некоторые итоги работы ВСНХ // Народное хозяйство. — 1922. — № 5.
- Администраторы и специалисты в советской промышленности. — М., 1926.